# Jamuria
Jamuria war eine Stadt im indischen Bundesstaat Westbengalen mit rund 149.000 Einwohnern (Volkszählung 2011). Die Stadt ist seit 2015 Teil der Municipal Corporation Asansol.

## Bevölkerung
Jamuria hat ein Geschlechterverhältnis von 926 Frauen pro 1000 Männer und damit einen für Indien häufigen Männerüberschuss. Die Stadt hatte 2011 eine Alphabetisierungsrate von 71,95 % (Männer: 80,81 %, Frauen: 62,36 %). Die Alphabetisierung liegt damit weit über dem nationalen Durchschnitt und dem von Westbengalen. Knapp 76,4 % der Bevölkerung sind Hindus, ca. 21,7 % sind Muslime, ca. 0,8 % sind Sikhs, ca. 0,1 % sind Christen und ca. 1,0 % gaben keine Religionszugehörigkeit an oder praktizierten andere Religionen. 13,1 % der Bevölkerung sind Kinder unter 6 Jahre. Knapp 33 % der Bevölkerung leben in Slums oder Elendsvierteln.